# Olivia Olson
Olivia Rose Olson (Los Ángeles, California, 21 de mayo de 1992) es una cantante y actriz estadounidense. Es conocida por su papel de Joanna, cantando All I Want For Christmas Is You en 2003 en la película Love Actually y por ser la voz de Vanessa Doofenshmirtz en Phineas y Ferb y Marceline, la reina vampiro, en Adventure Time.

## Vida personal
Olivia nació y se crio en Los Ángeles, California, donde vive con su madre, su hermano y su padre, el legendario escritor de comedia Martin Olson. Ella ha aparecido como cantante y actriz en muchos shows de televisión y ha actuado en directo en muchos teatros de Hollywood, incluyendo The Comedy Central Stage, The HBO Theater y The Fake Gallery.

## Carrera como actriz
Olivia también ha aparecido en The Tracy Morgan Show y fue estrella invitada en The Ellen DeGeneres Show, cantando con Ellen y el actor Jack Black.
Actualmente es un miembro del elenco de la serie animada de Disney Phineas y Ferb y pone su voz a Vanessa, la sarcástica hija del Malvado Dr. Doofenshmirtz. También canta muchas de las canciones en esta serie de Disney, incluyendo un dueto llamado "Busted!" con la estrella de High School Musical y The Suite Life of Zack and Cody, Ashley Tisdale. Aunque ya en su temprana adolescencia ella había escrito canciones para Phineas y Ferb, en la actualidad está escribiendo y grabando sus canciones con los reconocidos productores musicales Rick Nowels y Cámara Kambon y con uno de los grandes del jazz de Hollywood, Rob Mullins. Como entretenimiento ha interpretado muchas de sus canciones originales en vídeos de YouTube. Además de hacer versiones de las canciones de otros artistas también en YouTube, Olivia Olson hace la voz de Marceline en Adventure Time y canta varias canciones, tales como "Daddy you eat my fries", "I'm just your problem" o "I'm not just your little girl".
Según los comentarios del director Richard Curtis en el apartado musical del DVD de Love Actually, la voz de Olivia era tan perfecta que tenían miedo de que la audiencia no creyera que una niña de diez años pudiera cantar realmente de la forma en que lo hizo. Como consecuencia tuvieron que prepararla para que su voz sonara de una manera más creíble.
En el Ellen DeGeneres Show, ella realizó el papel de la ganadora de una feria de ciencias ficticia, lamentándose en una canción de que se burlaran de ella por ser un empollon. En Phineas y Ferb tiene la segunda ocasión en la que Olivia coincide trabajando con Thomas Brodie-Sangster y, a su vez, es la segunda vez que Sangster tiene un flechazo con ella. Los personajes de Sangster en "Love Actually" y "Phineas y Ferb" se enamoran del personaje de Olivia en ambos proyectos.

## Fílmografía
- Love Actually (2003) .... Joanna Anderson
- The Tracy Morgan Show .... Julia (1 episodio, 2004)
- Zoey 101 .... Chica #1 (Episodio:"Broadcast Views", 2006)
- Phineas and Ferb ... Vanessa Doofenshmirtz (Voz, 2007-2015)
- Adventure Time ... Marceline Abadeer (Voz, 2010-2018)